# Harriet Margaret Louisa Bolus
Harriet Margaret Louisa Kensit de Bolus (Lulu) (Burgersdorp, provincia del Cabo, 31 de julio de 1877-Ciudad del Cabo, 5 de abril de 1970) fue una botánica sudafricana. Nombró un total de 1.494 especies botánicas, lo que la convirtió en la autora científica de más especies de plantas terrestres.

## Biografía
Bolus nació en Burgersdorp, en la provincia del Cabo en Sudáfrica el 31 de julio de 1877. Sus padres, Jane Stuart Kensit y William Kensit, eran de origen británico. Su abuelo, William Kensit, era un gran botánico aficionado y coleccionista de especímenes en Sudáfrica. 
Asistió a la Collegiate Girls' High School de Port Elizabeth y en 1899 obtuvo una licencia de maestra, licenciándose tres años después en Literatura y Filosofía por la Universidad del Cabo de Buena Esperanza, más tarde Universidad de Sudáfrica.
En 1903 fue nombrada conservadora del Bolus Herbarium, retirándose de ese puesto en 1955. Contrató a la artista botánica Louise Guthrie como miembro del personal del herbario. En 1938 también comenzó a trabajar para ella la botánica Elsie Elizabeth Esterhuysen.
En junio de 1913 se convirtió en miembro fundadora del consejo de la Sociedad Botánica de Sudáfrica; también fue miembro fundadora de la Sociedad de Protección de la Vida Silvestre, y miembro de la Royal Society of South Africa, de la Sociedad Linneana de Londres y de la Asociación de África Meridional para el Avance de la Ciencia.
En 1919 publicó su primer libro, Elementary Lessons in Systematic Botany. Louisa colaboró con varias revistas botánicas a lo largo de su vida, y editó los Anales del Herbario Bolus.
Fue considerada una pionera de las clases de estudio de la naturaleza en el Kirstenbosch National Botanical Garden. En 1966, se convirtió en vicepresidenta de la African Succulent Plant Society.
Por cerca de sesenta años trabajó como curadora en el "Herbario Bolus" (fundado por su suegro, Harry Bolus), estudiando la familia Aizoaceae, y aún luego de retirada y hasta su deceso en 1970. Describió casi tres mil nuevos taxones (exactamente 2.954, según IPNI).
Por diez años, antes de fallecer su suegro en 1911, fue su secretaria y compañía, como también asistente de su herbario y biblioteca. A su vez fue una botánica de renombre internacional, que se especializó en los géneros Mesembryanthemum L. y Erica (L.) Boehm..

## Algunas publicaciones
- Notes on Mesembrianthemum and Some Allied Genera, 1928
- A Book of South African Flowers, 1928 & 1936
- Elementary Lessons in Systematic Botany, 1919

## Honores

### Eponimia
En su honor, se dio nombre al género de aizoáceas Kensitia Fedde (actualmente considerado un sinónimo de Erepsia) y a las siguientes especies de la misma familia: Conophytum bolusiae Schwantes, Mesembryanthemum bolusiae Schwantes, Stomatium bolusiae Schwantes, como así también a Erica bolusiae Salter (Ericaceae) y Massonia bolusiae W.F.Barker (Hyacinthaceae).
- La abreviatura «L.Bolus o Kensit» se emplea para indicar a Harriet Margaret Louisa Bolus como autoridad en la descripción y clasificación científica de los vegetales.[9]